# Мъже в командировка
„Мъже в командировка“ е български игрален филм (комедия) от 1968 година на режисьорите Гриша Островски и Тодор Стоянов, по сценарий на Любен Станев. Оператор е Тодор Стоянов. Музиката във филма е композирана от Петър Ступел.
Филмът се състои от три новели със самостоятелен сюжет – „Пуловерът“, „Гост“ и „Епизодът“. Обединяващата идея е любовта и взаимното уважение между партньорите.
Мария Нейкова и Георги Минчев  изпяват песента на Петър Ступел към филма – „Закъснели срещи“, и през 1969 г. печелят за нея Първа награда на „Златния Орфей“.

## Сюжет
- „Пуловерът“ – Кирил казва, че заминава в командировка. Съпругата му Мария решава да го изненада като му изплете пуловер. Тръгва да носи прежда и попада на колата на мъжа си (с която би трябвало да е заминал), спряна пред непознат дом. Мария трябва да реши дали да премълчи изневярата и да запази семейството си.
- „Гост“ – Финансовият инспектор Кантарев, застаряващият вече мъж, е привлечен от красива млада сервитьорка (Данчето) и започва да мечтае за любовна авантюра с нея. Тя го поканва у дома си, където го запознава със съпруга си, и Кантарев осъзнава, че Данчето вижда в негово лице само бившия си учител, към когото изпитва най-добри чувства.
- „Епизодът“ – Главното действие се развива между млада актриса – Снежа, нейния приятел, войник, и директора на продукцията – Бижев. Момичето е на снимачната прощадка, а приятелят ѝ е излязъл от казармата, само за да я види и не разполага с много време. Снежа и директорът флиртуват, но когато Бижев се запознава с приятеля ѝ, решава да се отдръпне.

## Състав

### Актьорски състав
| Изпълнител                                               | Роля                                                                    |
| -------------------------------------------------------- | ----------------------------------------------------------------------- |
| Жоржета Чакърова                                         | Мария / колежката на Кирил (в 1-та: „Пуловерът“)                        |
| Иван Андонов                                             | Кирил (в 1-та: „Пуловерът“)                                             |
| Невена Коканова                                          | Данчето, келнерка (във 2-та: „Гост“)                                    |
| Нейчо Попов                                              | Кантарев, финансовият инспектор (във 2-та: „Гост“)                      |
| Бранимира Антонова                                       | Снежа, актрисата (в 3-та: „Епизодът“)                                   |
| Георги Черкелов                                          | Бижев, директорът на продукция на снимачната група (в 3-та: „Епизодът“) |
| Иван Налбантов                                           | войникът Стоянов, приятелят на Снежа (в 3-та: „Епизодът“)               |
| Зорина Немцова                                           |                                                                         |
| Сотир Майноловски                                        | автомеханикът (в 1-та: „Пуловерът“)                                     |
| Анахид Тачева (като Ани Цонева)                          | телевизионната говорителка (в 1-та: „Пуловерът“)                        |
| Васил Димитров                                           | Бончо Михов (във 2-та: „Гост“)                                          |
| Банко Банков (като Банко Банов)                          | Митко, мъжът на Данчето (във 2-та: „Гост“)                              |
| Димитър Миланов                                          | пътникът в автобуса (във 2-та: „Гост“)                                  |
| Златина Дончева                                          | лавкаджийката на завода (във 2-та: „Гост“)                              |
| Светослав Пеев (като Славчо Пеев)                        | сервитьорът (във 2-та: „Гост“)                                          |
| Жана Стефанова                                           |                                                                         |
| Димитър Милачков                                         |                                                                         |
| Досьо Досев (като Досю Досев; озвучен от Иван Джамбазов) | режисьорът Стефанов (във 3-та: „Епизодът“)                              |
| Йосиф Сърчаджиев (като Йоско Сърчаджиев)                 | Митко (в 3-та: „Епизодът“)                                              |
| Йордан Спиров                                            | Михо, момчето за всичко (в 3-та: „Епизодът“)                            |
| Димитър Бочев                                            | сервитьорът от ханчето (в 3-та: „Епизодът“)                             |
| Мариана Аламанчева                                       | художничката Виолета (в 3-та: „Епизодът“)                               |
| Димитър Коканов                                          | Влади, актьорът (в 3-та: „Епизодът“)                                    |
| Ангел Стойков                                            |                                                                         |
| Димитър Георгиев                                         | шофьорът на джипката (в 3-та: „Епизодът“)                               |
| Петър Евангелатов                                        | мъжът с фигурката (в 3-та: „Епизодът“)                                  |
| Никола Ханджийски                                        | (в 3-та: „Епизодът“)                                                    |
| Григор Григоров                                          |                                                                         |
| Ваня Добрева                                             |                                                                         |
| Със специалното участие на:                              | Духовият оркестър при ГНС-Кюстендил                                     |

### Творчески и технически екип
| Режисьори          | Гриша Островски Тодор Стоянов                                               |
| Сценарий           | Любен Станев                                                                |
| Оператор           | Тодор Стоянов                                                               |
| Художник           | Стефан Савов                                                                |
| Музика             | Петър Ступел                                                                |
| Звукооператор      | Николай Попов                                                               |
| Диригент           | Васил Казанджиев                                                            |
| Редактор           | Павел Вежинов                                                               |
| Костюми            | Ани Лъскова                                                                 |
| Гардероб           | Еми Василева                                                                |
| Грим               | Феля Каминска Ани Христова                                                  |
| Реквизит           | Иван Йончев                                                                 |
| Монтаж             | Лина Гешева Илиана Михова                                                   |
| Асистент-режисьори | Ангел Стойков Соня Василева Дора Рохова                                     |
| Асистент-оператори | Станчо Костов Радослав Спасов Константин Чернев                             |
| Пиротехника        | Георги Байкушев Иван Ангелов                                                |
| Фотограф           | Жана Карайорданова                                                          |
| Комбинирани снимки | Иван Манев Стоян Кьосовски                                                  |
| Осветление         | Иван Йончев                                                                 |
| Организатори       | Радослав Божков Никола Орханиев                                             |
| Директор           | Иван Кордов                                                                 |
| Distributed by     | Национален филмов център Студия за игрални филми „СОФИЯ“ /Copyright © 1968/ |